# К. Дж. Тюдор
К. Дж. Тюдор (на английски: C.J. Tudor) е английска писателка на произведения в жанра трилър.

## Биография и творчество
Каролайн „Каз“ Дж. Тюдор е родена през 1972 г. в Солсбъри, Англия. Опитва да пише от ранна възраст. Напуска училище на шестнадесет години заради анорексия. Работи като копирайтър в рекламна агенция, стажант репортер, радио сценарист и озвучител зад кадър. В началото на 90-те работи като телевизионен водещ на предаването „Moviewatch“ по Канал 4. Интервюира актьори като Сигорни Уийвър, Майкъл Дъглас, Ема Томпсън, Тим Робинс, Робърт Дауни Джуниър и Робин Уилямс. После ръководи фирма за разхождане кучета срещу заплащане. Едновременно с работа си във фирмата започва да пише и получава откази за публикуване в продължение на 10 години.
Първият ѝ роман „Тебеширения човек“ е издаден през 2018 г. В задрямало английско селце през 1986 г. Еди и приятелите му си разменят послания с таен код като рисуват малки фигури с тебешир. Един ден мистериозно тебеширено човече ги отвежда към разкъсано човешко тяло. През 2016 г. Еди и приятелите му получават писма с тебеширена фигура, а един от тях е мъртъв. За да спаси живона си Еди трябва да разбере какво се е случило в миналото. Романът става бестселър в списъка на „Ню Йорк Таймс“ и я прави известна.
Вторият ѝ трилър „Похищението на Ани Торн“ е издаден през 2019 г. Главният герой, Джо Торн, е 15-годишен, когато 8-годишната му сестричка Ани изчезва за два дни. Двайсет и пет години по-късно той се връща в родното си градче, но това види до отваряне на стари рани и вражди, и той ще се изправи срещу миналото и страховете си.
К. Дж. Тюдор живее със семейството си в Нотингам.

## Произведения

### Самостоятелни романи
- The Chalk Man (2018)
Тебеширения човек, изд.: ИК „Колибри“, София (2018), прев. Деян Кючуков
- The Taking of Annie Thorne (2019) – издаден и като „The Hiding Place“
Похищението на Ани Торн, изд.: ИК „Колибри“, София (2019), прев. Деян Кючуков
- The Other People (2020)